# A Lente Azul
A Lente Azul é o segundo álbum de estúdio da banda brasileira Cidadão Quem, lançado em 1996.
Em junho de 1995, a banda iniciou as gravações de seu segundo CD em São Paulo, no estúdio Art mix, produzido por Luiz Carlos Maluly e finalizado em Los Angeles, no estúdio Castle Oaks, sendo mixado por Benny Faccione.
Em maio de 1996, então, o CD A Lente Azul chega ao mercado pela Polygram, tendo como música de trabalho Os Segundos, que entrou para a trilha sonora do seriado Malhação, da Rede Globo. Desse mesmo disco foi gravado o clipe da música Balanço, que em 1997 foi lançado na MTV.. O último single do disco, "A Rua e o Sol" foi incluído na coletânea "Planeta Atlântida 1997".

## Faixas
Todas as músicas por Duca Leindecker exceto onde anotado.
| N.º | Título                    | Compositor(es)   | Duração |  |
| 1.  | "Na Escuridão das Flores" |                  | 3:50    |  |
| 2.  | "Bússola"                 |                  | 3:00    |  |
| 3.  | "Balanço"                 |                  | 4:07    |  |
| 4.  | "A Lente Azul"            |                  | 3:16    |  |
| 5.  | "O Grito da Noite"        |                  | 3:57    |  |
| 6.  | "Os Segundos"             | Juliano Courtois | 3:48    |  |
| 7.  | "A Rua e o Sol"           |                  | 2:41    |  |
| 8.  | "O Seu Enigma"            |                  | 3:26    |  |
| 9.  | "Uma Direção"             |                  | 4:07    |  |
| 10. | "Um Dia de Fúria"         |                  | 3:46    |  |

## Créditos
- Duca Leindecker – Vocal e Guitarra
- Luciano Leindecker – Baixo
- Cau Hafner - Bateria